# Молдаванское
Молдаванское — село в Крымском районе Краснодарского края. Административный центр Молдаванского сельского поселения. 

## География
Село расположено в 6 км западу от районного центра — города Крымск, в предгорной зоне, на реке Гечепсин. Виноградники.

### Улицы
| - ул. Астахова, - ул. Бригадная, - ул. Весёлая, - ул. Горная, - ул. Димитрова, - ул. Западная, - ул. Калинина, - ул. Карла Маркса, - ул. Коммунаров, - ул. Коммунистическая, - ул. Комсомольская, - ул. Крутая, - ул. Леваневского, - ул. Ленина, - ул. Лесная, | - ул. Матросова, - ул. Мичурина, - ул. Новая, - ул. Новосёлов, - ул. Октябрьская, - ул. Первомайская, - ул. Пионерская, - ул. Подгорная, - ул. Полевая, - ул. Почтовая, - ул. Пролетарская, - ул. Речная, - ул. Розы Люксембург, - ул. Садовая, | - ул. Северная, - ул. Советская, - ул. Стаханова, - ул. Степная, - ул. Суворова, - ул. Тельмана, - ул. Фрунзе, - ул. Цветочная, - ул. Чкалова, - ул. Шевченко, - ул. Школьная, - ул. Шоссейная, - ул. Штейнгардта, - ул. Энгельса. |

## История
Село основано в 1872 году. Выходцы из Бессарабии в поисках лучшей доли прибыли на Кубань и рядом со станицей Крымской основали село
Молдаванское. Переселенцы привезли с собой семена кукурузы, саженцы фруктовых деревьев и чубуки винограда. С этих пор в этих местах начинает развиваться виноделие. До Великой Октябрьской революции в селе было 610 дворов, 2516 жителей.
В годы коллективизации на землях ранее существовавшего Молдаванского надела были основаны сёла Бундуки, Русское, Новокрымское и хутор Первомайский. В 1942 году, во время Великой Отечественной войны, село Молдаванское было оккупировано немецкими войсками. В ходе Новороссийской операции, во время освобождения села, здесь погиб Герой Советского Союза Пётр Тихонович Таран. В период оккупации село посетил в ноябре 1942 года румынский военный министр К. Пантази. По инициативе Пантази, из Молдаванского в апреле 1943 года на север Транснистрии были переселены 8 тысяч молдаван. Их разместили в сёлах, жители которых были депортированы в бывшие немецкие колонии на юго-западе Транснистрии.
После войны село было полностью восстановлено, началось развитие животноводческой и садоводческой сферы.

## Население
| 1999 | 2002  | 2010  | 2021  |
| ---- | ----- | ----- | ----- |
| 2345 | ↘2197 | ↗3277 | ↘3216 |

По данным переписи 2002 года, в национальной структуре населения села русские составляли 53 %, молдаване — 33 %.

## Экономика
В селе расположено винодельческое хозяйство «Лефкадия», а также винодельческая компания «Шато Саук-Дере».

### Карты
- [web.archive.org/web/20040912183544/mapl37.narod.ru/map1/il37112.html Топографические карты/ L-37-112. Новороссийск — 1 : 100 000]